# Onthophagus koebelei
Onthophagus koebelei là một loài bọ cánh cứng trong họ Bọ hung (Scarabaeidae).